# День денег (фильм)
«День денег» — российский комедийный художественный фильм режиссёра Алексея Рудакова по одноимённому роману Алексея Слаповского, который был опубликован в 2000 году. Премьера фильма состоялась 19 октября 2006 года.

## Сюжет
Криминальная комедия, снятая на основе сюжета романа Алексея Слаповского. Действие картины происходит в городе Самаре, хотя сюжет произведения развивался в Саратове. История повествует о разборках между людьми из-за больших денег. Она наполнена забавными ситуациями и юмором, который возвращает зрителя в лихие 90-е.
Все герои художественной ленты именуют себя строго по кличкам и не используют имена собственные. Герой Романа Мадянова, бизнесмен «Зубр», после очередной вечеринки в состоянии сильного алкогольного опьянения у дороги оставляет тридцать три тысячи долларов и накрывает обычным деревянным ящиком. Приехав домой, он спокойно уснул и только утром вспомнил о случившемся.
Богатство находят три старых приятеля — Змей, Парфён и Писатель, которые первым делом решаются на эти средства опохмелиться. В дальнейшем три друга начинают обдумывать, как потратить такую большую сумму денег. Зубр тем временем посылает своих телохранителей-головорезов разыскать деньги и тех, у кого они оказались.

## В ролях

### В главных ролях
| Актёр              | Роль     |
| ------------------ | -------- |
| Михаил Полицеймако | Писатель |
| Евгений Стычкин    | Парфен   |
| Денис Ясик         | Змей     |
| Роман Мадянов      | Зубр     |

### В ролях
| Актёр               | Роль            |
| ------------------- | --------------- |
| Дмитрий Назаров     | Достоевский     |
| Сергей Апрельский   | Чудо            |
| Александр Карамнов  | Шумахер         |
| Борис Смолкин       | Счастливчик     |
| Всеволод Шиловский  | антиквар        |
| Михаил Крылов       | больной         |
| Александр Баширов   | больной старший |
| Алиса Гребенщикова  | Тося            |
| Александра Назарова | Витольдовна     |
| Нонна Гришаева      | жена Парфёна    |
| Марианна Шульц      | жена Писателя   |
| Татьяна Маслова     | мать Змея       |
| Валерий Долженков   | Аркаша Че       |